# Toyo Tire Corporation

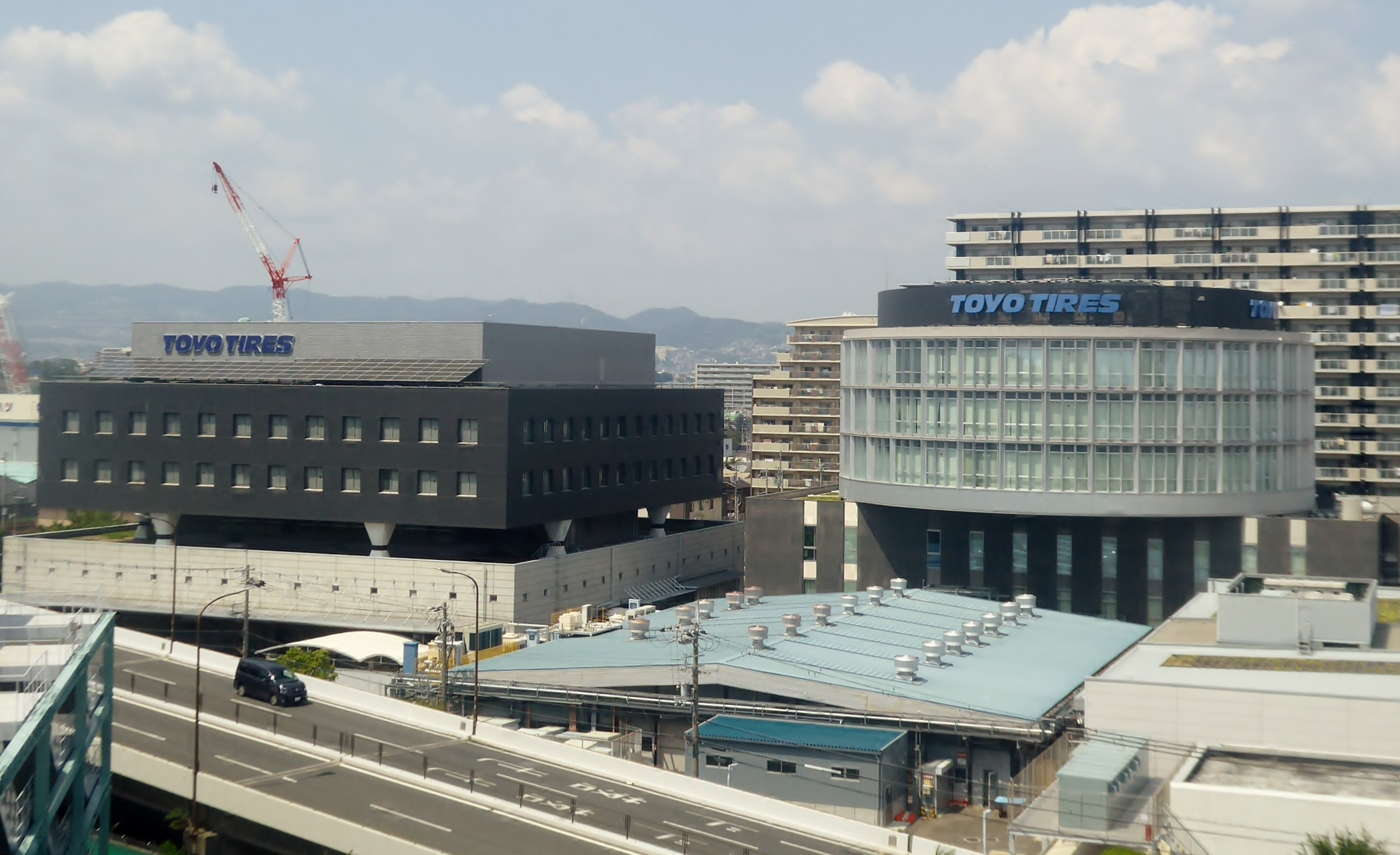
Technisches Center in Itami (Japan), 2019

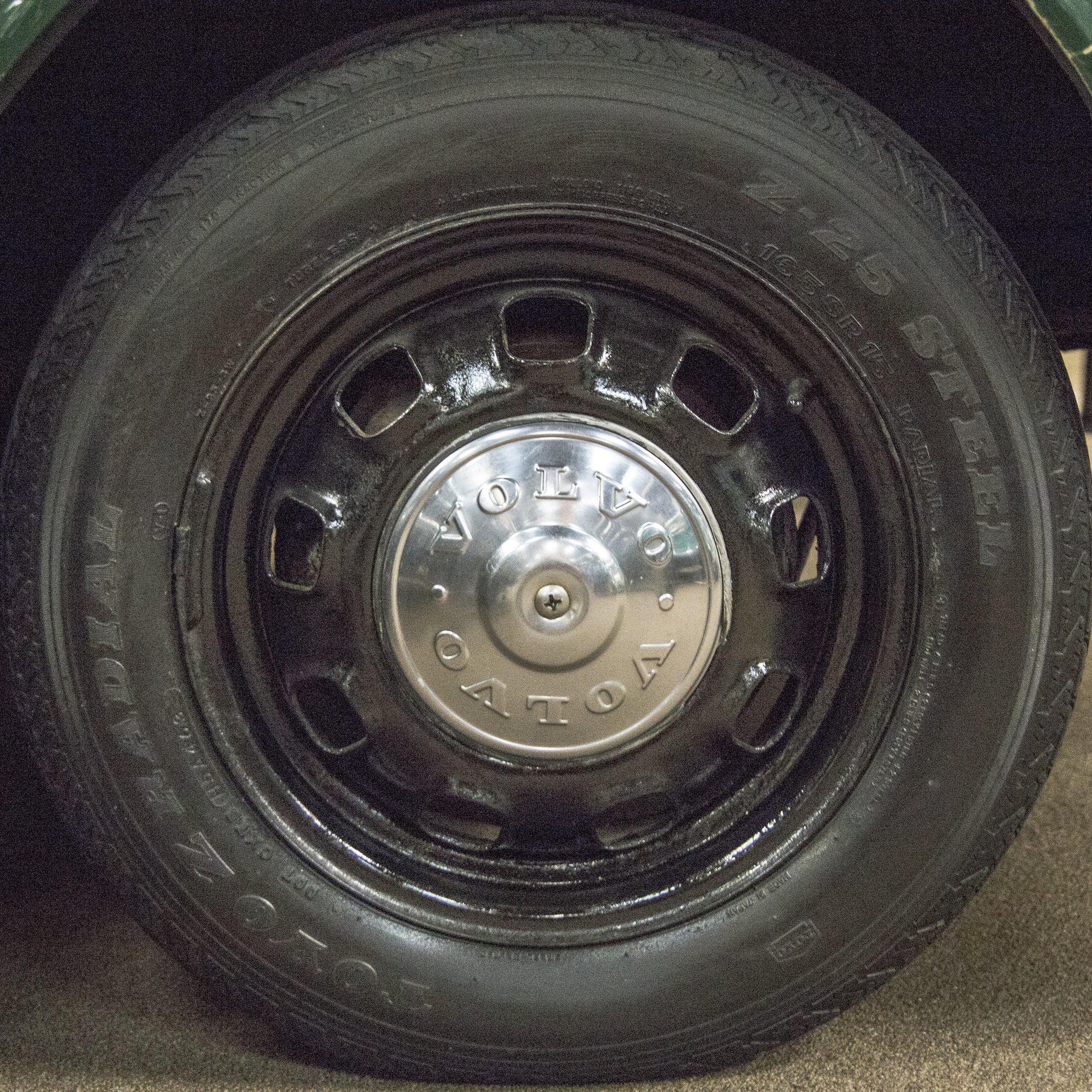
Toyo Radial-Reifen an einem Volvo

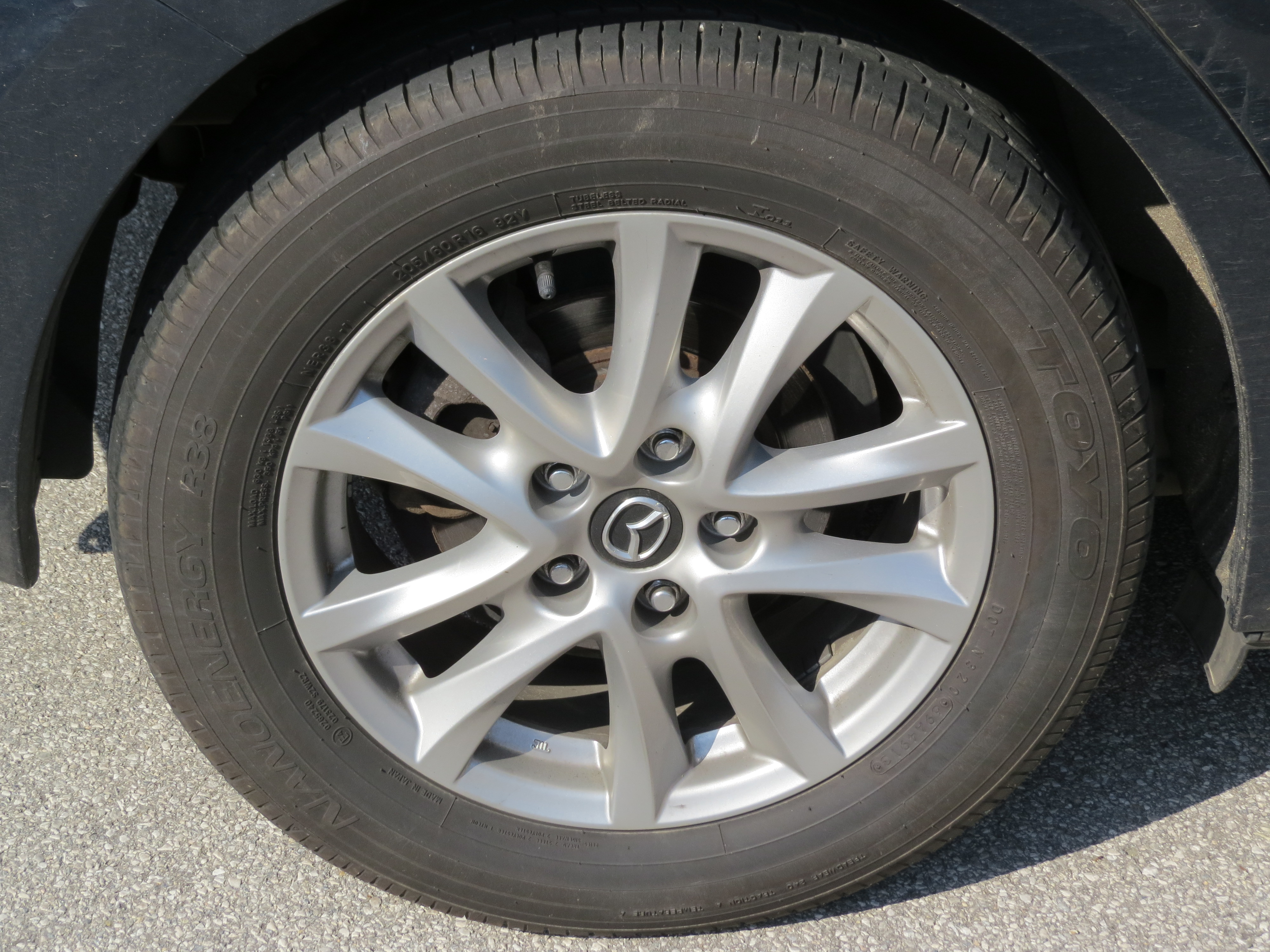
Toyo NanoEnergy mit geringem Rollwiderstand, erste Generation 2012

Die Toyo Tire Corporation (engl. für jap. TOYO TIRE株式会社 Tōyō taia kabushiki-gaisha) ist ein japanischer Reifenproduzent. Der Hauptsitz befindet sich in Hyōgo. Seit 1975 befindet sich die Europazentrale, die Toyo Tire Europe GmbH, in Deutschland, seit 2011 in Willich. 1981 erzielte Toyo weltweit einen Jahresumsatz von 445 Millionen US-Dollar und hatte einen Weltmarktanteil von 1,5 Prozent. Am 31. Dezember 2018 beschäftigte Toyo weltweit 12.804 Mitarbeiter. 2022 lag Toyo mit 3,24 Milliarden Euro Umsatz auf Platz zehn unter den Reifenherstellern. Ende des Jahres 2022 hielt die Mitsubishi Corporation etwa 20 Prozent der Toyo-Aktien, etwas mehr als 15 Prozent die The Master Trust Bank of Japan, jeweils etwas mehr als drei Prozent hielten Toyota und Bridgestone.
Toyo produziert Reifen (Sommerreifen und Winterreifen) für PKWs, Nutzfahrzeuge, Offroadfahrzeuge und LKWs und vertreibt sie in über 100 Ländern.
Toyo ist Erstausrüster („OEM“); einige Automobilhersteller rüsten also bestimmte Fahrzeugmodelle ihres Produktportfolios mit Toyo-Reifen aus. Außerdem fertigt Toyo Sitz-Einleger und Schwingungsdämpfer aus Gummi. Sie werden auch in Zügen eingesetzt. Toyo benannte hier 2011 seine Erfahrung mit 50 Jahren.

## Geschichte
Das Unternehmen wurde im August 1945 gegründet. 1947 startete der Export von LKW-Reifen. 1953 begannen im Werk Itami die ersten Vorbereitungen zur Herstellung von PKW-Reifen. Seit Mai 1955 wurden Toyo-Aktien an der Tokioter Börse gehandelt. Im Dezember 1961 begann das eigene Entwicklungslabor (inzwischen „Technology Development Center“). 1978 erfolgte der Zusammenschluss mit Tohoku Toyo Rubber. 1979 bildete Toyo eine geschäftliche Allianz mit Nitto Tire; sie betraf Technologie, Herstellung und Verkauf. Ab 1981 bestand eine geschäftliche Verbindung zu Continental. Toyo Tires begann in Deutschland als Spezialist für Breitreifen / Niederquerschnittreifen und präsentierte diese z. B. auf Tuningmessen.  1985 begann ein Joint Venture mit Goodyear, die „Nippon Giant Tire Co., Ltd.“. 2004 entstand das Tochterunternehmen Automotive Parts (Guangzhou) Co., Ltd. für Anti-Vibrations-Gummi-Produkte in Guangzhou.
2012 führte Toyo die zweite Generation seiner Open Country-Reifen für Kleinlaster ein, aber auch mit dem NanoEnergy die erste Generation eines rollwiderstandsarmen Reifens.
Schon 2019 hatte Toyo ein kleines Entwicklungszentrum an seinem deutschen Standort Willich. Im Januar 2020 wurde die Toyo Tire & Rubber Company umfirmiert zur Toyo Tire Corporation.

### Sponsoring
2016 führte Toyo-USA das Sponsoring der Eishockey-Mannschaft Anaheim Ducks fort. In Europa war Toyo 2017 und 2018 Sponsor der Leichtathletik-Meisterschaften.